# Mont Stephenson
Le mont Stephenson est un sommet situé sur l'île Alexandre-Ier en Antarctique. Il culmine à 2 987 mètres d'altitude.